# Чемпионство мира AEW
Чемпионство мира AEW (англ. AEW World Championship) — это мужской титул чемпиона мира в тяжёлом весе, созданный и продвигаемый американским рестлинг-промоушном All Elite Wrestling (AEW). Был представлен 25 мая 2019 года на Double or Nothing (2019). Крис Джерико первый чемпион завоевавший титул на All Out (2019) 31 августа 2019 года.

## История создания

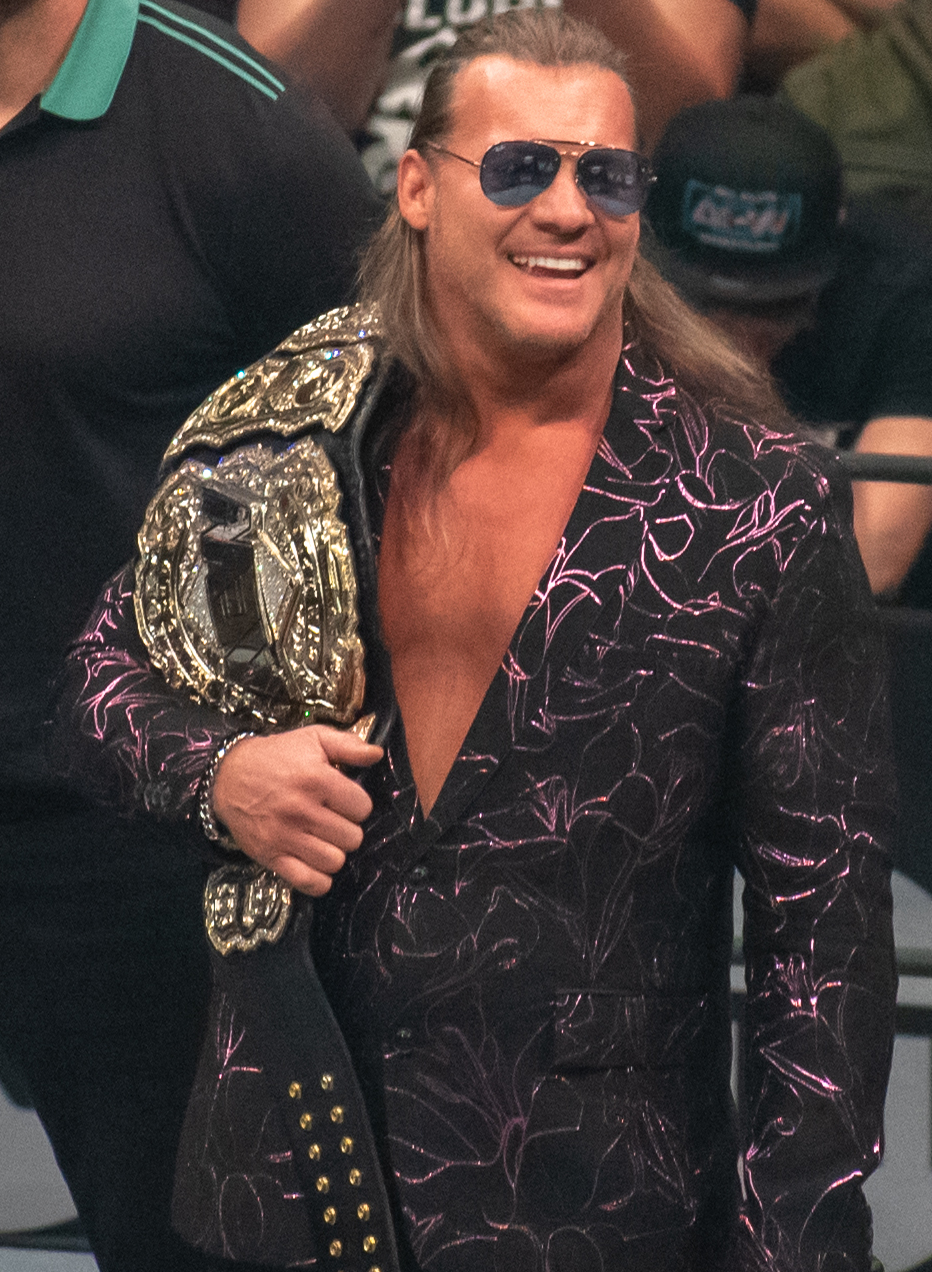
Первый чемпион мира AEW — Крис Джерико

1 января 2019 года была основана новая федерация реслинга All Elite Wrestling (AEW), а первое PPV Double or Nothing (2019), было запланировано на 5 мая. О создание чемпионата мира впервые упомянуто 22 мая на YouTube канале AEW, где актер и комик Джек Уайтхолл хотел показать титульный пояс, постоянно пытаясь вытащить чемпионский титул из своей сумки. В том же видео Уайтхолл упомянул, что на Buy In на Double or Nothing (2019) победитель матча королевской битвы, названное Casino Battle Royale, на следующем PPV встретится с победителем главное матча Double or Nothing (2019), чтобы определить первого чемпиона мира AEW.. Casino Battle Royale выиграл Адам Пейдж, в то время как Крис Джерико победил Кенни Омегу в главном событии. Во время Double or Nothing (2019) ветеран реслинга Брет Харт представил пояс чемпиона мира AEW.
После определившихся претендентов на Double or Nothing (2019), первый матч за чемпионство был запланирован на главное событие All Out (2019) 31 августа. Крис Джерико победил Адама Пейджа в матче и стал первым чемпионом.. На следующий день полиция Таллахасси сообщила, что чемпионский пояс был украден из лимузина Джерико во время его путешествия. Впоследствии этого Джерико начал «всемирное расследование» в своем аккаунте Instagram и во всех аккаунтах AEW в социальных сетях. 4 сентября полицейские департамента Таллахасси нашли и вернули пояс.
3 июня 2022 года на шоу Rampage было объявлено, что действующий чемпион СМ Панк, выигравший титул на Double or Nothing, получил травму, и по этой причине не сможет защищать Чемпионство. На время лечения СМ Панка было введено Временное чемпионство AEW, обладатель которого должен был определиться на шоу Forbidden Door.
.

## История титула

### Действующий чемпион мира AEW
На 13 июля 2025 года чемпион — "Вешатель" Адам Пейдж

### Список чемпионов
По состоянию на 15 июля 2025 года титулом владели девять рестлеров.

### По количеству дней владения титулом
| №  | Рестлер                  | Фото | Дата                  | Статистика | Статистика | Город                          | Шоу                                   | Примечания | Ссылки        |
| №  | Рестлер                  | Фото | Дата                  | К.Ч.       | Дней       | Город                          | Шоу                                   | Примечания | Ссылки        |
| -- | ------------------------ | ---- | --------------------- | ---------- | ---------- | ------------------------------ | ------------------------------------- | --- | ------------- |
| 1  | Крис Джерико             |      | 31 августа 2019 года  | 1          | 182        | Хоффман-Эстейтс, Иллинойс, США | All Out (2019)                        | Победил Адама Пейджа и стал первым чемпионом. | [ 6 ] [ 20 ]  |
| 2  | Джон Моксли              |      | 29 февраля 2020 года  | 1          | 277        | Чикаго, Иллинойс, США          | Revolution (2020)                     | Джон Моксли вышел на матч с одним глазом, второй долгое время был закрыт, после нападений со стороны группировки Внутренний круг. Перед победой Моксли снял повязку показав что с глазом у него всё в порядке. Группировка Внутренний круг вмешивалась в матч. | [ 22 ] [ 23 ] |
| 3  | Кенни Омега              |      | 2 декабря 2020 года   | 1          | 346        | Джэксонвилл, Флорида, США      | Спец выпуск Dynamite Winter Is Coming | Победил Джона Моксли на спец выпуске AEW Dynamite Winter Is Coming. Во время матча рефери отвлекали, в этот момент Омега использовал посторонние предметы. | [ 25 ]        |
| 4  | Адам Пейдж               |      | 13 ноября 2021 года   | 1          | 197        | Миннеаполис, Миннесота, США    | Full Gear (2021)                      | Победил Кенни Омегу на шоу Full Gear. | [ 27 ]        |
| 5  | Си Эм Панк               |      | 29 мая 2022 года      | 1          | 87         | Лас Вегас, Невада, США         | Double or Nothing (2021)              | Победил Адама Пейджа на шоу Double or Nothing. Меньше, чем через неделю, 3 июня на Rampage СМ Панк объявил о том, что получил травму, и поэтому в AEW будет организован турнир за Временное чемпионство.                                                       | [ 29 ]        |
| —  | Джон Моксли              |      | 26 июня 2022 года     | —          | 59         | Чикаго, Иллинойс, США          | AEW x NJPW: Forbidden Door            | Чемпион Си Эм Панк первоначально должен был защищать свой титул против Хироси Танахаси на этом шоу, но был снят из-за травмы, потребовавшей операции. Моксли победил Танахаси в финале турнира и стал временным чемпионом.                                     |               |
| 6  | Джон Моксли              |      | 24 августа 2022 года  | 2          | 11         | Кливленд, Огайо, США           | Dynamite                              | Победил линейного чемпиона Си Эм Панка. AEW официально признает это как начало второго чемпионства Моксли. |               |
| 7  | Си Эм Панк               |      | 4 сентября 2022 года  | 2          | 3          | Хоффман-Эстейтс, Иллинойс, США | All Out (2022)                        | |               |
| —  | Вакантный                |      | 7 сентября 2022 года  | —          | —          | Буффало, Нью-Йорк, США         | Dynamite                              | Си Эм Панк был лишен титула после того, как президент AEW Тони Хан отстранил его из-за законной физической стычки, произошедшей после пресс-конференции All Out.                                                                                               |               |
| 8  | Джон Моксли              |      | 21 сентября 2022 года | 3          | 59         | Куинс, Нью-Йорк, США           | Dynamite                              | Победил Брайана Дэниелсона в финале турнира за вакантный титул. |               |
| 9  | Максвелл Джейкоб Фридман |      | 21 сентября 2022 года | 1          | 406        | Ньюарк, Нью-Джерси, США        | Full Gear                             | |               |
| 10 | Самоа Джо                |      | 24 декабря 2023 года  | 1          | 113        | Юниондейл, Нью-Йорк, США       | Worlds End                            | Победил Максвелла Джейкоб Фридмана в мейн-ивенте шоу |               |
| 11 | Сверв Стрикленд          |      | 24 апреля 2024 года   | 1          | 126        | Сент-Луис, Миссури, США        | Dynasty                               | Победил Самоа Джо в мейн-ивенте шоу Dynasty |               |

| Символ | Значение            |
| ------ | ------------------- |
| X+     | Действующий чемпион |

На 15 июля 2025 года
| № | Рестлер                  | Чемпионских титулов | Дней чемпионства |
| - | ------------------------ | ------------------- | ---------------- |
| 1 | Максвелл Джейкоб Фридман | 1                   | 406              |
| 2 | Джон Моксли              | 3                   | 347              |
| 3 | Кенни Омега              | 1                   | 346              |
| 4 | Адам Пейдж               | 1                   | 197              |
| 5 | Крис Джерико             | 1                   | 182              |
| 6 | Самоа Джо                | 1                   | 113              |
| 7 | СМ Панк                  | 2                   | 90               |
| 8 | Сверв Стрикленд          | 1                   | 1+               |